# Mecometopus flavius
Mecometopus flavius är en skalbaggsart som beskrevs av Bates 1870. Mecometopus flavius ingår i släktet Mecometopus och familjen långhorningar.
Artens utbredningsområde är Venezuela. Inga underarter finns listade i Catalogue of Life.